# Dorfkirche Neu-Temmen

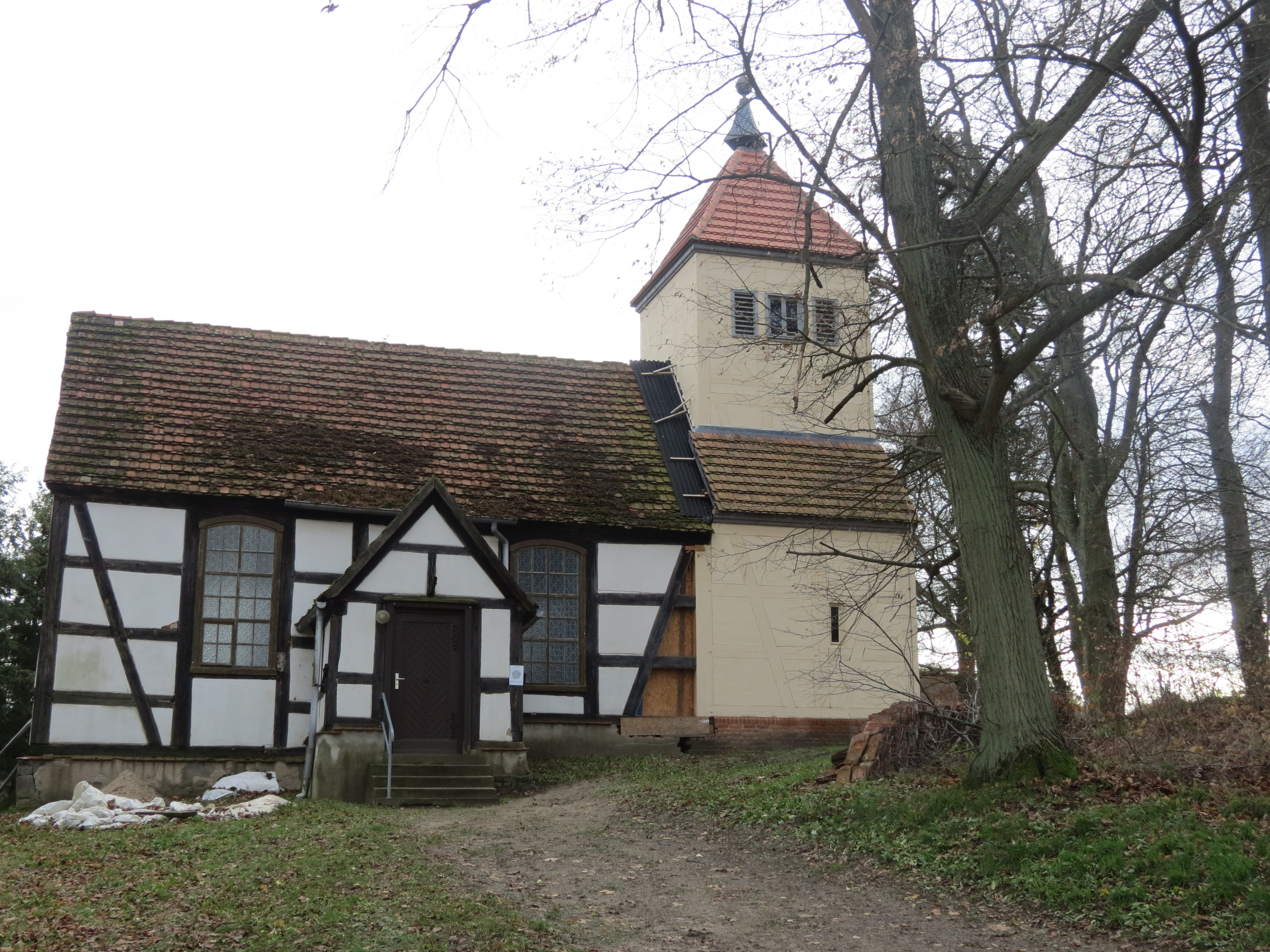
Dorfkirche Neu-Temmen

Die evangelische, denkmalgeschützte Dorfkirche Neu-Temmen steht in Neu-Temmen, einem Gemeindeteil der Gemeinde Temmen-Ringenwalde im Landkreis Uckermark von Brandenburg. Die Kirche gehört zum Kirchenkreis Oberes Havelland der Evangelischen Kirche Berlin-Brandenburg-schlesische Oberlausitz.

## Beschreibung
Die Fachwerkkirche wurde Mitte des 18. Jahrhunderts im Auftrag eines von Arnim gebaut. Sie besteht aus einem Langhaus, das mit einem Satteldach bedeckt ist, und einem im Erdgeschoss gleich breiten querrechteckigen Kirchturm im Westen, auf dem ein quadratischer Aufsatz sitzt, der mit einem Pyramidendach bedeckt ist. Das Portal befindet sich in einem Anbau an der Nordwand des Langhauses.
Die Kirchenausstattung, u. a. der von korinthischen Pilastern eingefasste Kanzelaltar, stammt aus der Bauzeit.